# Pedro Arnal de Castro
Pedro Arnal de Castro (28 de julio de 1901 - 10 de noviembre de 1949) fue un educador venezolano, distinguido por su carrera como docente, autor de libros de texto para escolares y organizador de diversas instituciones educativas en la Caracas de mediados del siglo XX.

## Una carrera docente

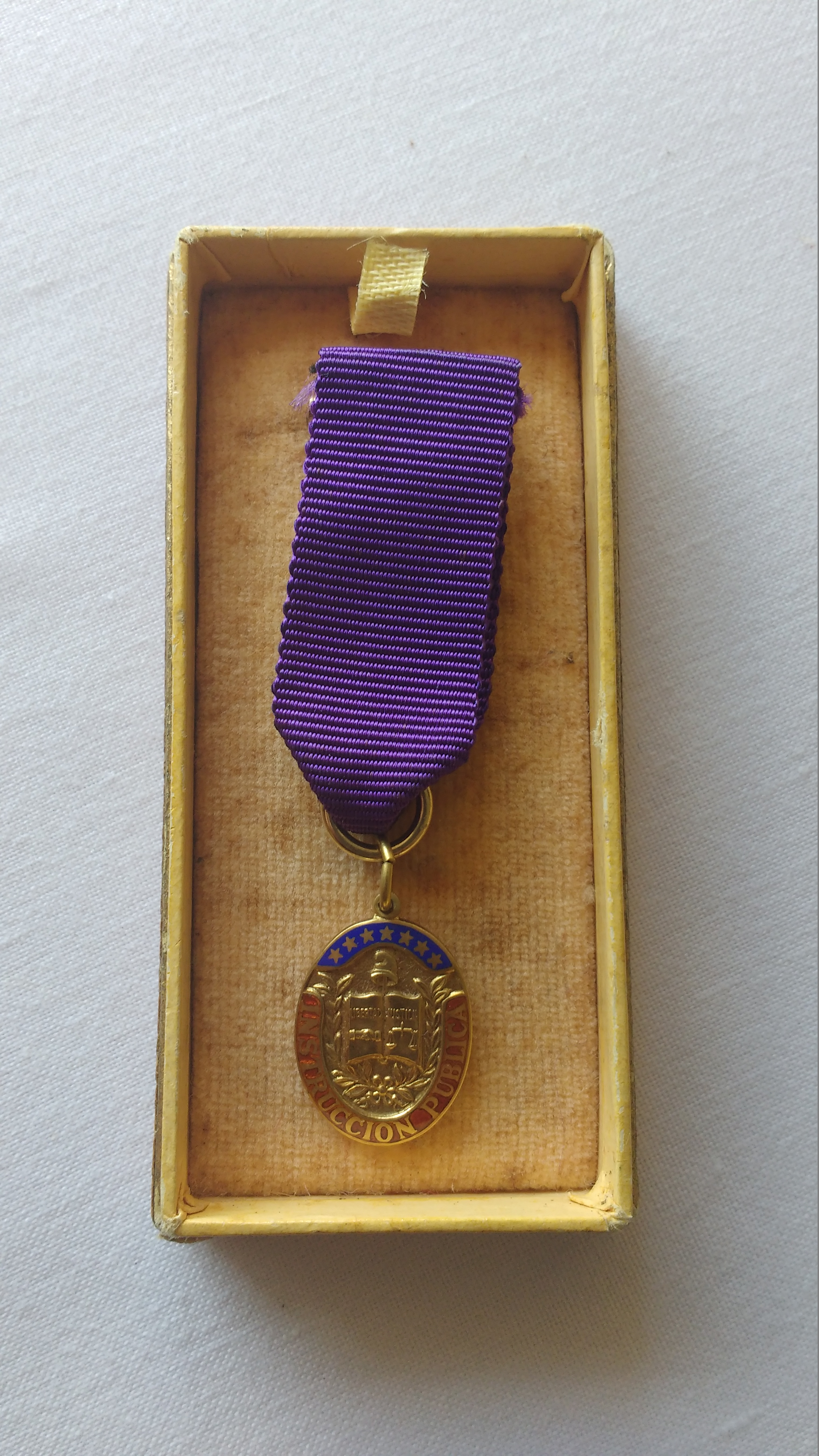
Anverso de la venera de la condecoración Medalla de Honor de la Instrucción Pública otorgada por el gobierno de Venezuela.1944

Hijo del abogado, político y diplomático caraqueño José Ignacio Arnal y de Brígida de Castro Ibarra, bisnieto del general Diego Ibarra (Primer edecán de Simón Bolívar), Pedro Arnal de Castro nació en Caracas en 1901. Cursó su estudios secundarios en el “Colegio Federal de Varones”, actual Liceo Andrés Bello, bajo la dirección de Luis Ezpelosin. En 1918 obtuvo el título de  “Maestro de Instrucción Primaria” en la Escuela Normal de Varones, actual Liceo Manuel Antonio Caro de Caracas. De allí fue enviado a dirigir la escuela “Padre Delgado” en San Felipe, estado Yaracuy y luego fue nombrado “Comisionado Especial del Ministerio de Instrucción” para supervisar las escuelas del estado Falcón. 
Su carrera docente continuó como miembro del “Consejo de Instrucción Nacional” y como Oficial en el  Ministerio de Instrucción, a la vez que dictaba clases de “Historia de la Educación en Venezuela”, ciencias naturales y aritmética en diversos colegios de Caracas.
En 1923 fue designado Subdirector del Liceo Andrés Bello, cuya dirección era ejercida por el gran escritor y humanista Rómulo Gallegos, a quien reemplazó a partir del año escolar 1929. La organización de los laboratorios de ciencias naturales, en el único liceo público existente en la capital venezolana en ese momento, fue la principal obra de Arnal en esta etapa de su carrera. Entre sus alumnos de aquellos años se encuentra el médico y científico venezolano Jacinto Convit.
En 1931 creó un colegio privado bajo el nombre de Liceo Caracas. En 1937 fue nombrado Director del Instituto Pedagógico Nacional.
Tras más de dos décadas como profesor de Ciencias Naturales, Arnal optó en 1943 al título de «Profesor de Educación Secundaria y Normal en Ciencias Biológicas» para lo cual  presentó la tesis «Exploraciones Botánicas en Venezuela», obra que fuera editada inmediatamente. Ese año, por decisión del presidente Isaías Medina Angarita, asumió el cargo de director general y técnico del Ministerio de Educación Nacional. Posteriormente, ocuparía la Dirección de Educación Primaria y Normalista durante el Gobierno de Rómulo Gallegos. En 1944, en acto formal celebrado en el Palacio de Miraflores, el presidente Medina Angarita le impuso la “Medalla de Honor de Instrucción Pública”, siendo el primero a quien se le confiriera este honor.

## Geógrafo para escolares
En 1947 le fue otorgada la jubilación tras de lo cual se dedicó a concretar su proyecto difundir una geografía para escolares de los últimos años de educación primaria que además de cifras y datos actualizados mostrara una amplia variedad de ilustraciones, mapas  y fotografías de las distintas regiones de Venezuela.
En 1950 la Editorial Cartográfica G. de Agostini, de Milán, Italia, publicó de forma póstuma  la obra Atlas Escolar de Venezuela, la cual reimprimiría en 1956 y 1959. Esa última edición incluyó actualizaciones realizadas por sus hijas Yolanda y Olga Arnal González, quienes siguieron las indicaciones dejadas por su padre.

## Homenajes póstumos
En diciembre de 1949, poco después de su fallecimiento ocurrido en Caracas, el gobierno venezolano decidió designar con el nombre de “Pedro Arnal” a la Escuela Normal de Cumaná, estado Sucre. En 1965 el profesor Félix Ángel Lozada, creó la Escuela Anexa “Pedro Arnal” en Cumaná, para que sirviera a los alumnos de formación docente como sitio de sus prácticas. Posteriormente, han sido creadas instituciones educativas públicas, con el nombre de "Pedro Arnal" tanto en Caracas como en Barcelona (Estado Anzoátegui).
Notas biográficas sobre la vida de Pedro Arnal figuran en las obras "Educadores Venezolanos" publicada en 1981 por Oscar Sambrano Urdaneta y en "200 educadores venezolanos. Siglos XVIII al XXI" editado en 2016 bajo la coordinación de Leonardo Carvajal.

## Obras publicadas
- Exploraciones Botánicas en Venezuela (Caracas, Venezuela, Tipografía Americana, 1943)
- Semblanza del Maestro Don Luis Ezpelosín
- Datos para la Educación en Venezuela
- Atlas Escolar de Venezuela (Milán, Italia, Cartográfica G. de Agostini, 1950. Reediciones en 1956 y 1959)